# Kostel svatého Valentina (Woźniki)
Kostel svatého Valentina (polsky: Kościół św. Walentego) je dřevěný římskokatolický hřbitovní kostel v obci Woźniki v okrese Lubliniec v Slezském vojvodství v Polsku. Náleží pod katolickou farnost svaté Kateřiny ve Woźnikách. Kostel je zapsán ve vojvodském seznamu památek pod registračním číslem 414/60 z 15. března 1960 a 99/78 z 15. března 1978 a je součástí Stezky dřevěné architektury ve Slezském vojvodství.

## Historie
Dřevěný kostel ve Woźnikách je zmiňován už v roce 1490. V místě původního kostela v roce 1696 měšťané Woźnik postavili nový kostel. Po výstavbě nového zděného kostela u náměstí ve Woźnikách se stal dřevěný kostel kaplí. V roce 1702 byla ke kostelu přistavěná přístavba (babinec). Po požáru města v roce 1789 plnil do roku 1813 funkci farního kostela a následně hřbitovního kostela. V roce 1901 byla provedena generální oprava a malíř Oskar Kowalewski vyzdobil interiér kostela ornamentální a figurální polychromií. Také byl vyměněn oltář svatého Valentina. V roce 1959 byla provedena výměna poškozených šindelů na střeše kostela. V roce 2003 byl na střechu položen nový šindel. V roce 2004 byla restaurována interiérová polychromie, při které byly odkryty starší barokní malby ze 17. století.
Kolem kostela se rozkládá hřbitov a v blízkosti kostela se nachází hrob Józefa Lompy, který byl znám jako slezský básník a pedagog.

## Architektura
Kostel je orientovaná dřevěná roubená jednolodní stavba na půdorysu obdélníku s trojbokým závěrem postavený na kamenné podezdívce. Kostel nemá samostatné kněžiště. K lodi na severovýchodní straně přiléhá nevelká sakristie. K západnímu průčelí byl přistavěn přístavek, který nejdříve sloužil jako babinec a později jako předsíň. Nad předsíni je vztyčena osmiboká štenýřová věžička zakončena arkádovou lucernou se zvonovou střechou. Kolem kostela  mimo sakristii je obtočen otevřenými sobotami, jejichž pultové střechy jsou podepřeny sloupy. Sedlová střecha je krytá šindelem nad závěrem valbová. Valbová je také nad předsíni a sakristií. Stěny kostela nad sobotami, sakristie a předsíň jsou pobity šindelem, věž a západní štít je deštěný svislými deskami. V lodi kostela jsou v bočních zdech prolomena tři okna, v sakristii je jedno a v předsíni jsou dvě okna.
V interiéru jsou ploché dřevěné stropy, v západní části je kruchta na čtyřech dřevěných sloupech. Kostel je vyzdoben polychromií. Hlavní oltář svatého Valentina z období kolem roku 1901 zdobí obraz klečící Panny Marie s dítětem před svatým Valentinem. Renesanční ambon pochází z 17. století a je ozdoben ornamenty v podobě císařských orlů a obrazy evangelistů v provedení technikou papírmaš.

## Galerie

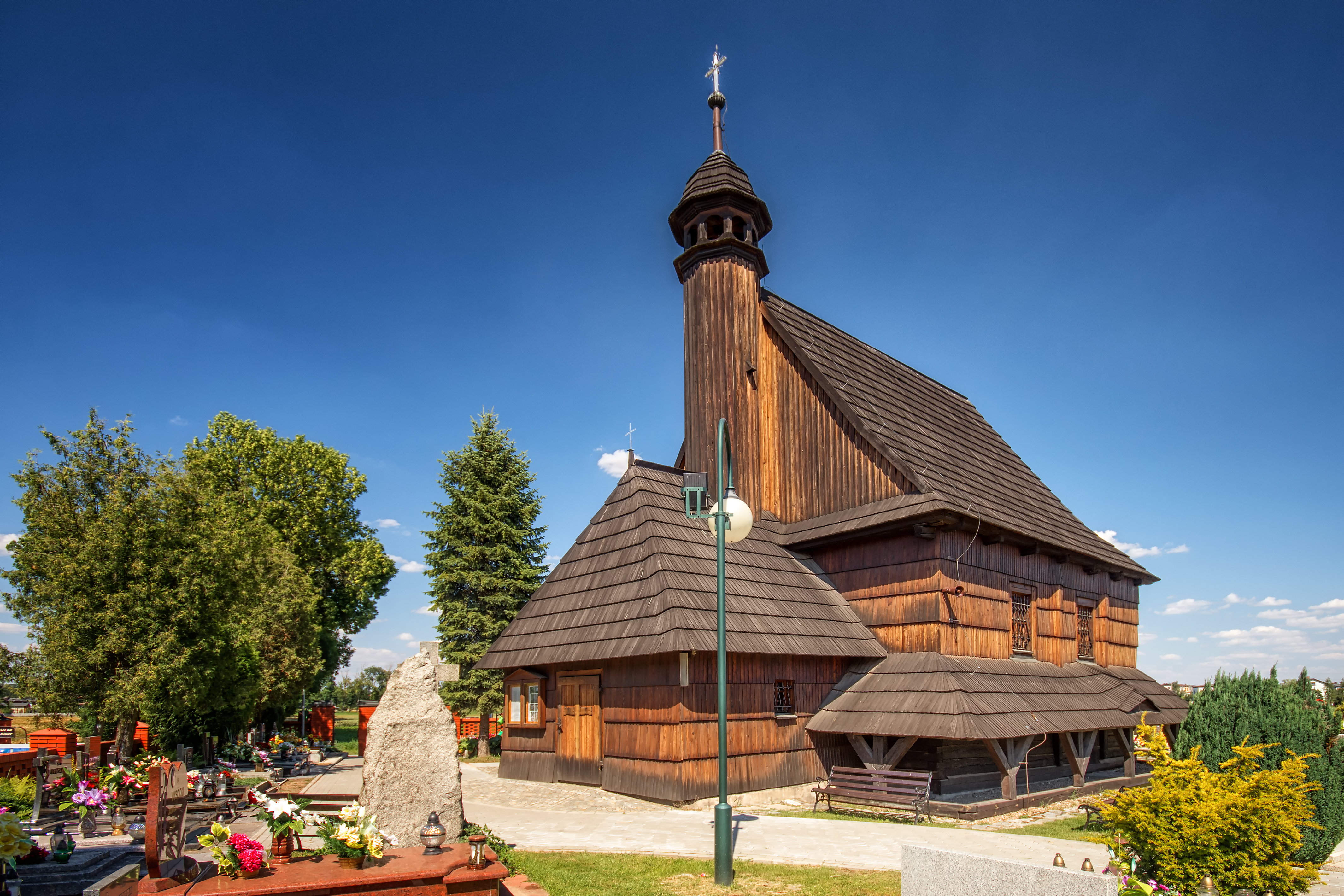
Západní průčelí
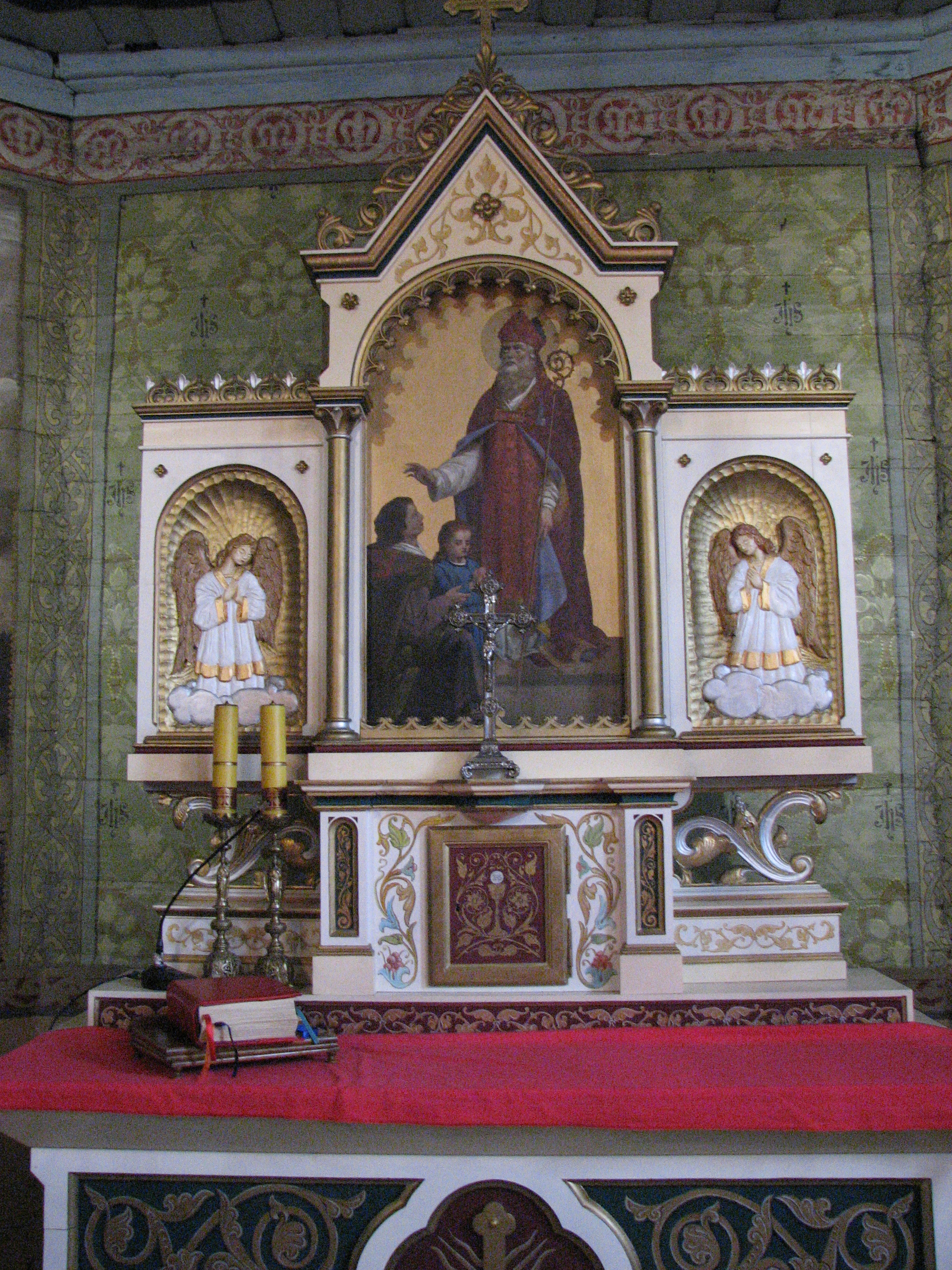
Hlavní oltář svatého Valentina
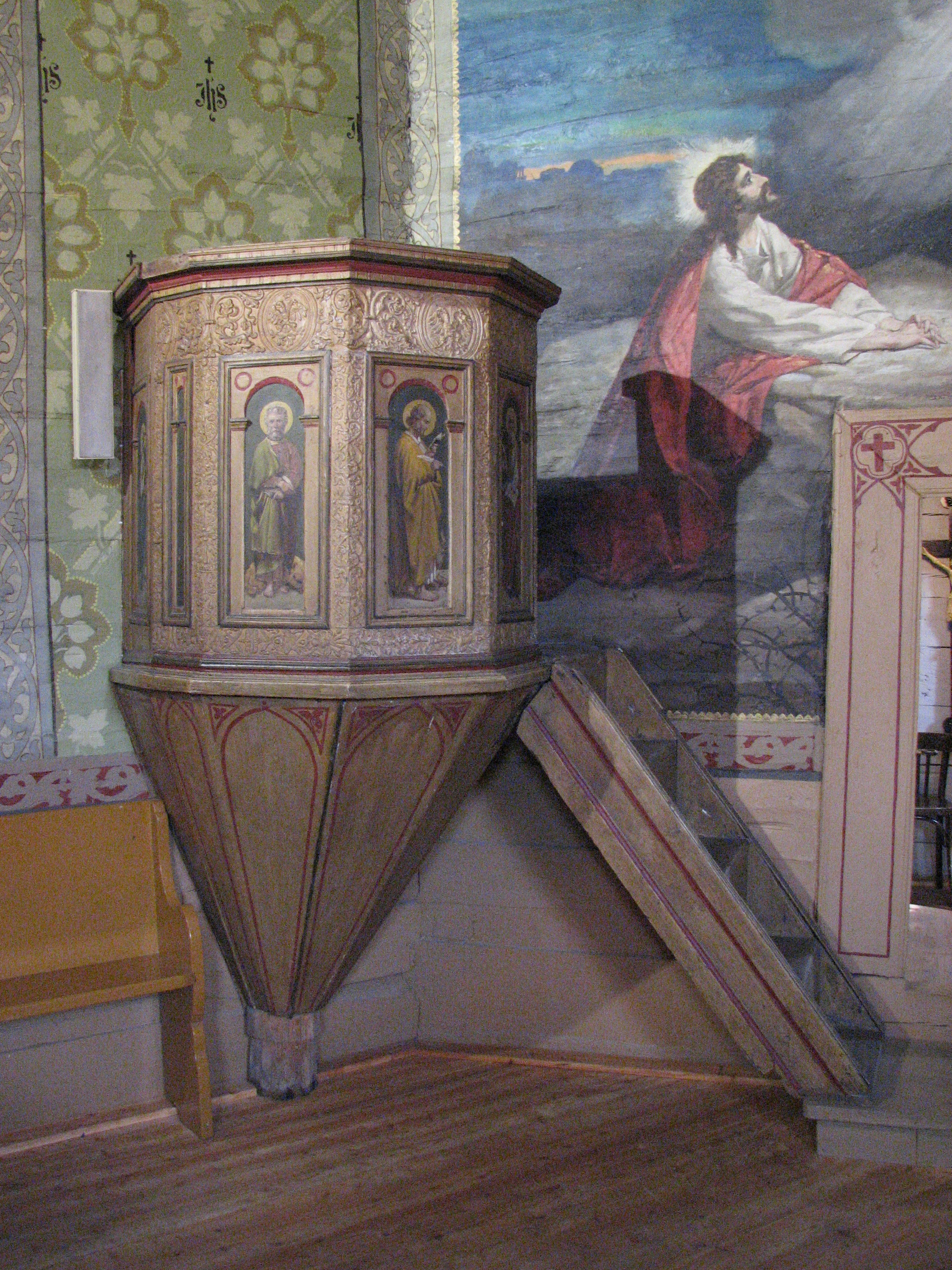
Ambon
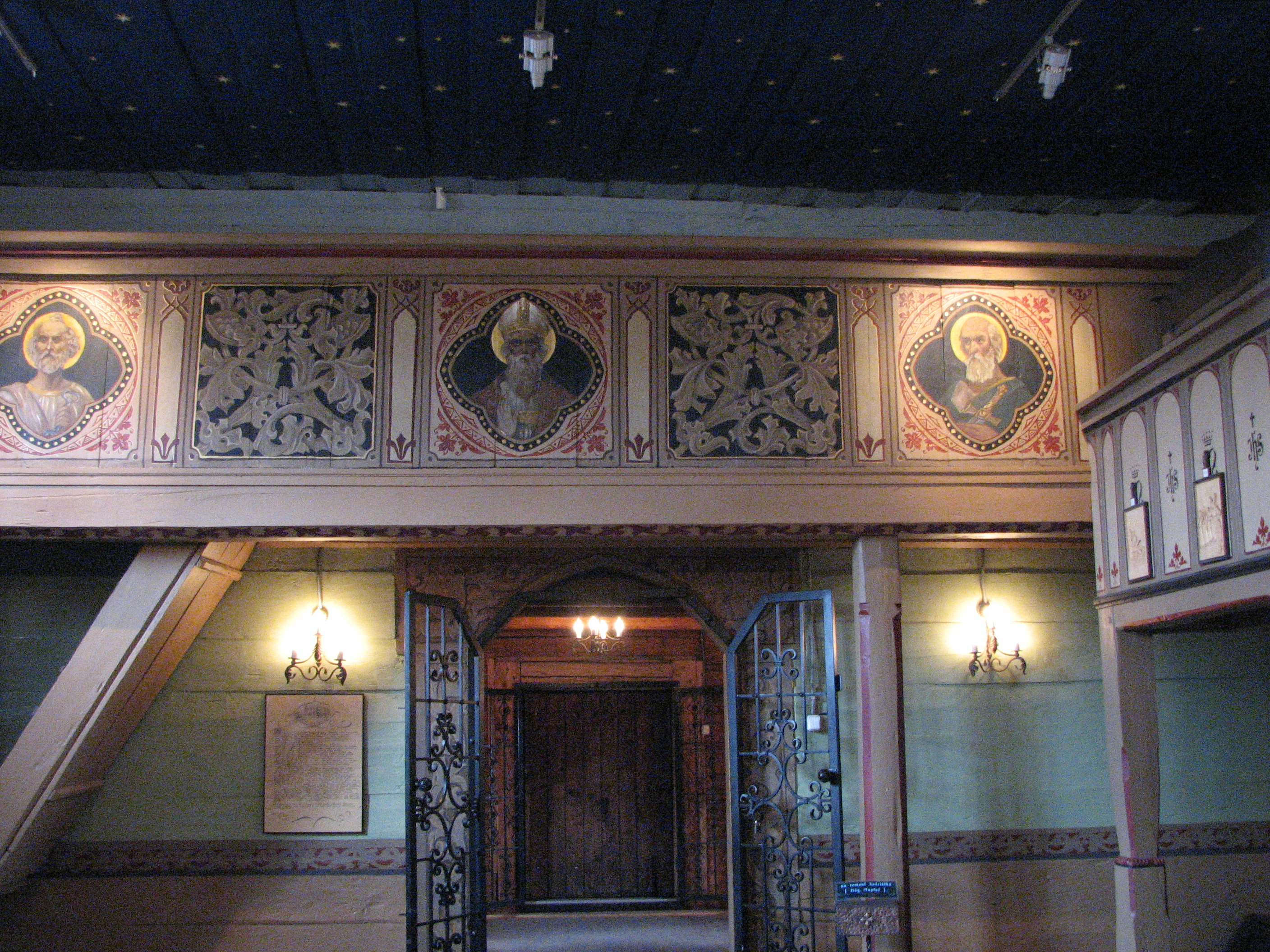
Kruchta
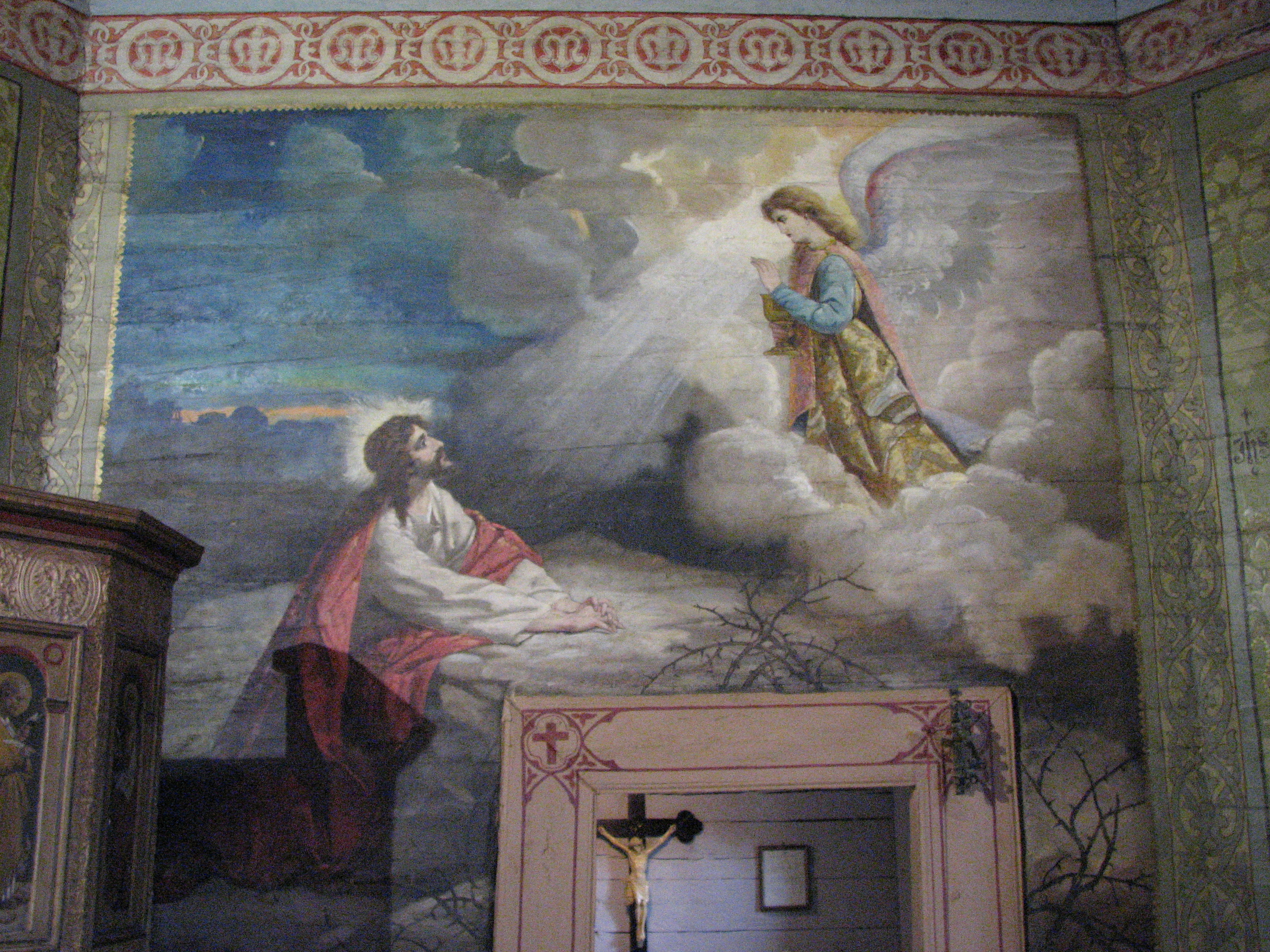
Polychomie
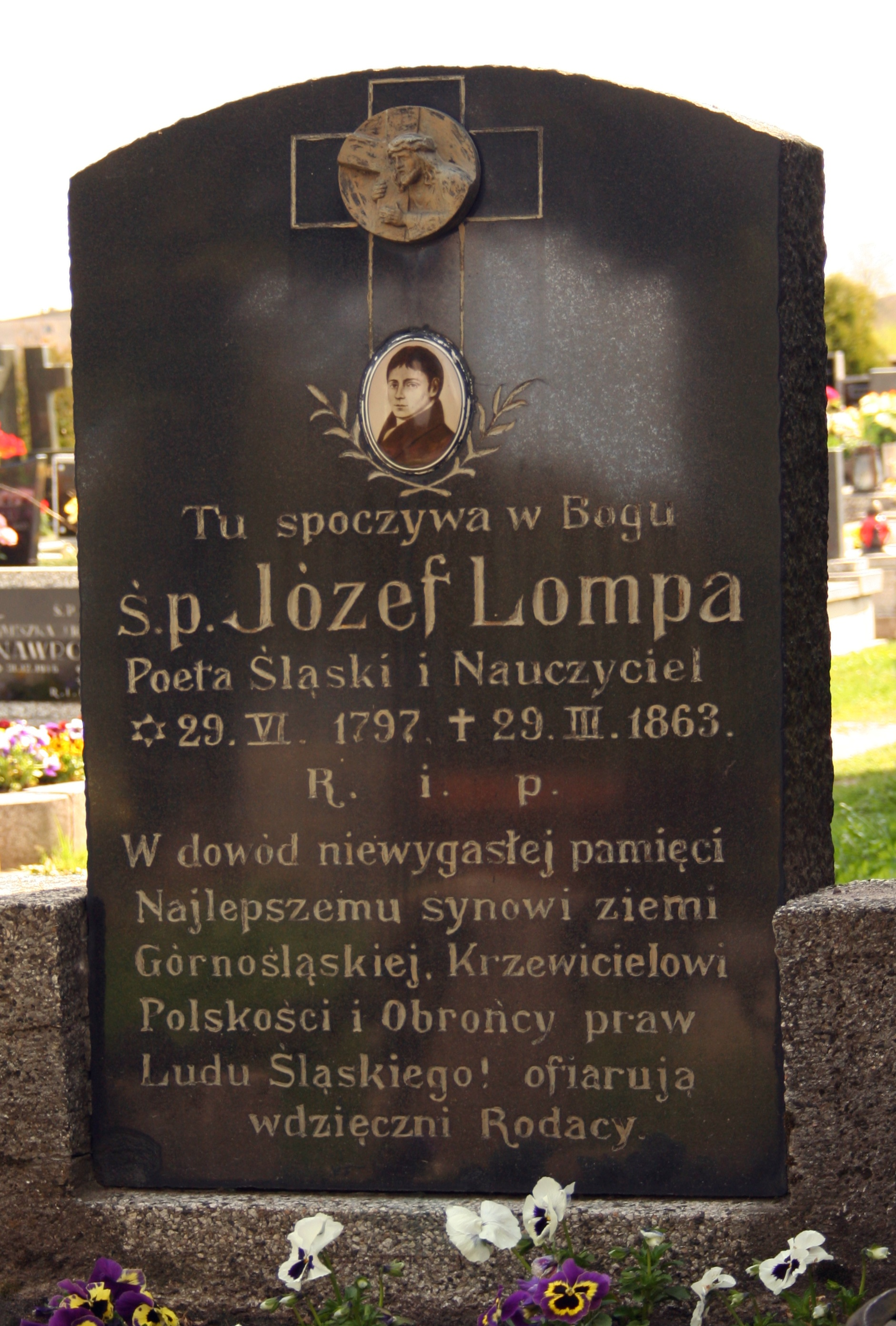
Náhrobek Józefa Lompy